# Kanton Cluny
Kanton Cluny (francouzsky Canton de Cluny) je francouzský kanton v departementu Saône-et-Loire v regionu Burgundsko. Tvoří ho 24 obcí.

## Obce kantonu
- Bergesserin
- Berzé-le-Châtel
- Blanot
- Bray
- Buffières
- Château
- Chérizet
- Cluny
- Cortambert
- Curtil-sous-Buffières
- Donzy-le-National
- Donzy-le-Pertuis
- Flagy
- Jalogny
- Lournand
- Massilly
- Massy
- Mazille
- Saint-André-le-Désert
- Sainte-Cécile
- Saint-Vincent-des-Prés
- Salornay-sur-Guye
- La Vineuse
- Vitry-lès-Cluny